# Colonne sonore di Cowboy Bebop
Le colonne sonore di Cowboy Bebop sono state composte da Yōko Kanno ed eseguite dal gruppo musicale jazz/blues dei The Seatbelts, fondato dalla stessa compositrice.
Le avventure dell'equipaggio del Bebop sono strettamente accompagnate e intrecciate alla musica, al punto che il titolo di ogni episodio è un riferimento ad una canzone o genere musicale. Spaziando tra stili diversi, le musiche jazz, country e blues di Kanno sono state apprezzate dalla critica e hanno contribuito in modo decisivo a delineare il clima e il ritmo della serie.
Kanno e i Seatbelts hanno pubblicato otto album o extended play e tre raccolte contenenti la colonna sonora della serie anime, del film d'animazione e della serie live-action.

## Cowboy Bebop - Original Soundtrack 1
Cowboy Bebop - Original Soundtrack 1 è un album pubblicato in Giappone il 21 maggio 1998.
Tracce
1. Tank!
2. Rush
3. Spokey Dokey
4. Bad Dog No Biscuits
5. Cat Blues
6. Cosmos
7. Space Lion
8. Waltz For Zizi
9. Piano Black
10. Pot City
11. Too Good Too Bad
12. Car 24
13. The Egg And I
14. Felt Tip Pen
15. Rain - Steve Conte
16. Digging My Potato
17. Memory

## Cowboy Bebop - Vitaminless
Cowboy Bebop Vitaminless (カウボーイビバップ ビタミンレス?, Kaubōi Bibappu Bitaminresu) è un mini-album pubblicato in Giappone il 3 giugno 1998.
Tracce
1. The Real Folk Blues - con Mai Yamane
2. Odd Ones
3. Doggy Dog
4. Cats On Mars - con Gabriela Robin
5. Spy
6. Fantaisie Sign - con Carla Vallet
7. Piano Bar - con Mark Soskin
8. Black Coffee

## Cowboy Bebop - Original Soundtrack 2 "No Disc"
Cowboy Bebop No Disc (カウボーイビバップ ノーディスク?, Kaubōi Bibappu No Disuku) è un album pubblicato in Giappone il 21 ottobre 1998.
Tracce
1. American Money
2. Fantaisie Sign - con Carla Vallet
3. Don't Bother None - con Mai Yamane
4. Vitamin A
5. Live In Baghdad - con Masaaki Endoh
6. Cats On Mars - con Gabriela Robin
7. Want It All Back - con Mai Yamane
8. Bindy
9. You Make Me Cool - con Masayoshi Furukawa
10. Vitamin B
11. Green Bird - con Gabriela Robin
12. Elm - con Pierre Bensusan
13. Vitamin C
14. Gateway
15. The Singing Sea - con Tulivu-Donna Cumberbatch
16. The Egg and You
17. Forever Broke
18. Tank! (Power Of Kung Food Remix) - remix di DJ Food

## Cowboy Bebop - Original Soundtrack 3 "Blue"
Cowboy Bebop - Original Soundtrack 3 "Blue" è un album pubblicato in Giappone il 1º maggio 1999.
Tracce
1. Blue - con Mai Yamane
2. Words That We Couldn't Say - con Steve Conte
3. Autumn In Ganymede
4. Mushroom Hunting - con Tulivu-Donna Cumberbatch
5. Go Go Cactus Man
6. Chicken Bone - con Sydney with Sister R
7. The Real Man
8. N.Y. Rush
9. Adieu - con Emily Bindiger
10. Call Me Call Me - Steve Conte
11. Ave Maria - Jerzy Knetig
12. Stella By Moor
13. Flying Teapot - con Emily Bindiger
14. Wo Qui Non Coin - con Aoi Tada
15. Road To The West
16. Farewell Blues
17. See You Space Cowboy - con Mai Yamane

## Cowboy Bebop Remixes "Music for Freelance"
Cowboy Bebop Remixes "Music For Freelance" (カウボーイ ビバップ リミキシーズ ミュージック フォー フリーランス?, Kaubōi Bibappu Rimikishīzu Myūjikku Fō Furīransu) è una raccolta di remix pubblicato in Giappone il 2 giugno 1999.
Tracce
1. Radio Free Mars Talk 1
2. Tank! - Luke Vibert Remix
3. Radio Free Mars Talk 2
4. Forever Broke - Fila Brazillia Remix
5. Radio Free Mars Talk 3
6. Cats on Mars - DMX Krew Remix
7. Radio Free Mars Talk 4
8. Piano Black - Ian O'Brien Remix
9. Cat Blues - Mr. Scruff Remix
10. Radio Free Mars Talk 5
11. Fe - DJ Vadmi Remix
12. Fantaisie Sign - Ian Pooley Remix
13. Radio Free Mars Talk 6
14. Space Lion - 4hero Remix
15. Radio Free Mars Talk 7

## Cowboy Bebop - Cowgirl Ed OST
Cowboy Bebop - Cowgirl Ed OST è un extended play pubblicato in Giappone il 21 giugno 2001.
Tracce
1. Goodnight Julia
2. Papa Plastic - con Gabriela Robin
3. Telephone Shopping
4. Kabutoga no kodai no sakana (The Horseshoe Crab, the Ancient Fish)
5. Slipper Sleaze
6. 23 Hanashi - con Soichiro Otsuka

## Cowboy Bebop - Knockin'on heaven's door Ask DNA
Cowboy Bebop - Knockin'on heaven's door Ask DNA è un extended play pubblicato in Giappone il 25 luglio 2001.
Tracce
1. What Planet Is This?!
2. Ask DNA
3. Cosmic Dare (Pretty with a Pistol)
4. Hamduche
5. Is it real?

## Cowboy Bebop - Knockin' on Heaven's Door O.S.T. Future Blues
Cowboy Bebop - Knockin' on Heaven's Door O.S.T. Future Blues è un album pubblicato in Giappone il 29 agosto 2001, colonna sonora del film d'animazione conosciuto col titolo internazionale Knockin' on Heaven's Door.
Tracce
1. 24hours Open
2. Pushing The Sky - con Mai Yamane
3. Time To Know ~ Be waltz - con Hideyuki Takahashi
4. Clutch
5. Musawe - con Hassan Bohmide
6. Yo Pumpkin Head
7. Diggin' - Steve Conte
8. 3.14 - Aoi Tada
9. What Planet Is This?!
10. 7minutes
11. Fingers
12. Powder
13. Butterfly - con Mem Nahadr
14. No Reply - Steve Conte
15. Dijurindo - con Gabriela Robin
16. Gotta Knock A Little Harder - con Mai Yamane
17. No Money - con Hassan Bohmide
18. Rain (Demo) - con Mai Yamane

## Cowboy Bebop Tank! THE! BEST!
Cowboy Bebop Tank! THE! BEST! è una raccolta album pubblicato in Giappone il 22 dicembre 2004.
Tracce
1. Tank! (TV stretch)
2. What planet is this
3. Cosmic Dare (Pretty with a pistol)
4. Diamonds (unreleased)
5. Don't bother none (TV edit)
6. Piano Black
7. Mushroom Hunting
8. No Reply
9. Blue
10. Einstein Groovin' (unreleased)
11. Pearls (unreleased)
12. Gotta knock a little harder

## Cowboy Bebop - Soundtrack from the Netflix Series
Cowboy Bebop - Soundtrack from the Netflix Series è un album pubblicato il 19 novembre 2021, lo stesso giorno dell'uscita della serie live-action.
Tracce
1. The Usual Fools
2. TANK! (Flix Mix)
3. Kickin’ Colt
4. Cat Attack Part 1 (feat. A-Sha Mai Yamane)
5. Net Rush
6. Bye Mel
7. Meet my Mom
8. Rooftop Kung-Fu
9. Milky Cheat
10. Blood Brothers
11. Woodcock
12. Santo City
13. Bad Company Blues
14. Julia's Song (feat. Elena Satine)
15. The Fate of Three
16. Lord of The Empty (feat. Leo Imai)
17. Birdcaged
18. Waltz in High Socks
19. Fother Muckers
20. Chasin'
21. ANA's at 3am
22. Funky Stuff
23. Afterglow
24. The Adventures of Losers
25. Whistle and Afternoon